# Славное (Николаевская область)
Славное (укр. Славне; до 2024 года — Уральское) — село в Вознесенском районе Николаевской области Украины.
Основано в 1921 году. Население по переписи 2001 года составляло 300 человек. Почтовый индекс — 55553. Телефонный код — 5159. Занимает площадь 0,475 км².

## Местный совет
55553, Николаевская обл., Еланецкий р-н, с. Калиновка, ул. Первомайская, 1